# 광주산수초등학교
광주산수초등학교는 대한민국 광주광역시 동구 산수동에 있는 초등학교다.

## 연혁
- 1969.09.03. 설립인가
- 1970.04.23. 광주산수국민학교 개교
- 1980.04.21. 광추풍향초등학교 분리
- 1996.03.01. 광주산수초등학교로 명칭 변경
- 1996.03.05. 병설유치원 개원
- 2011.09.01. 제17대 교장 강동순 부임
- 2013.02.21. 제43회 졸업생 배출(14,383명)
- 2014.02.17. 제44회 졸업생 70명 배출(14,453명)
- 2014.09.01. 제18대 교장 이혜영 부임
- 2015.02.17. 제45회 졸업생 38명 배출(14,491명)

## 참고 자료
- 광주산수초등학교 - 한국교육학술정보원 학교알리미